# Hrušky (Vyškovi járás)
Hrušky település Csehországban, Vyškovi járásban. Hrušky Vážany nad Litavou, Šaratice, Křenovice és Zbýšov településekkel határos. Lakosainak száma 756 fő (2024. január 1.).

## Népesség
A település lakosságának változását az alábbi diagram mutatja:
| Lakosok száma | 632  | 745  | 932  | 849  | 836  | 742  | 760  | 771  | 757  | 756  |
|               | 1869 | 1890 | 1921 | 1950 | 1980 | 2001 | 2017 | 2019 | 2022 | 2024 |